# Iliușin Il-76
Iliușin Il-76 (Cod NATO: "Candid") este un avion militar de transport greu introdus de Uniunea Sovietică în 1974. Inițial a fost planificat în anul 1967 ca avion de transport civil, ca un înlocuitor al Antonov An-12. A fost proiectat pentru a face livrarea echipamentelor și mașinilor grele în zonele îndepărtate și prost întreținute (datorită ciclului iarnă-vară, cu veri scurte) ale URSS-ului. Versiunile militare ale avionului Il-76 s-au achiziționat atât în Europa cât și în Asia și Africa. Pe lângă varianta de transport au fost lansate și cele de avion de realimentare precum și ca centru de comandă.